# Battaglia di La Penissière
La battaglia di La Penissière è stata una battaglia della quinta guerra di Vandea combattuta il 6 giugno 1832 a La Bernardière in Vandea.

## Preludio
La notte tra il 5 ed il 6 giugno 1832, la guarnigione di Clisson venne avvertita della presenza di un gruppo di insorti vandeani presso il castello di La Penissière, nel comune di La Bernardière. All'alba, Bureau-Robinière, comandante della guardia nazionale locale, mise le sue truppe in movimento. Quattro compagnie della guardia nazionale, una compagnia di gendarmi e quattro compagnie di un battaglione del 29º reggimento di fanteria di linea si mossero verso La Penissière. Una colonna giunse  da La Bernardière, l'altra da Treize-Septiers. Nel frattempo i vandeani passarono la notte a fabbricare altre cartucce.
I legittimisti erano comandati da Eugène de Girardin, dal comandante della divisione di Clisson, Louis de Chevreuse e da Athanase de Guinefolle. Le forze vandeane erano in numero di circa 60 secondo il rapporto di Émile Gabory e 45 secondo Girardin.
Il numero dei soldati regolari che presero parte allo scontro non è noto con esattezza. Lo storico legittimista Jacques Crétineau-Joly ne indicò 1200, mentre il generale filippista Dermoucourt parla nei suoi resoconti di soli 200 uomini. La guardia nazionale di Gautret ne contava 500 o 600. Girardin nel suo rapporto stima le forze orleaniste tra gli 800 ed i 900 uomini.

## Il combattimento

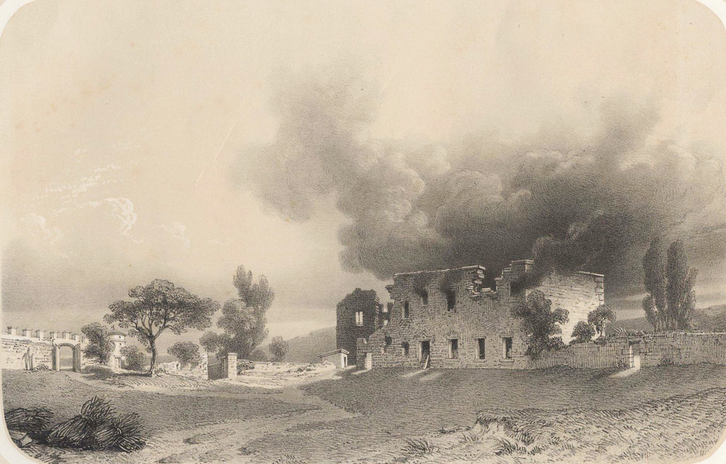
Il castello de La Pénissière, litografia di Thomas Drake, 1856-1860.

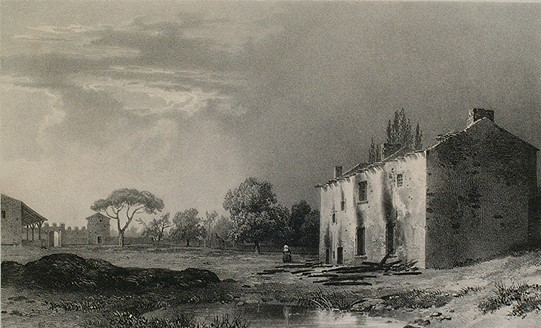
Veduta de La Pénissière presso Clisson, litografia diAuguste Victor Deroy e Charles Motte, XIX secolo.

All'arrivo dei soldati, verso le 11:00, i vandeani si appostarono dietro un muro che separava il giardino dalla corte interna del castello, ma gli orleanisti riuscirono ad attraversare il muro di cinta e i difensori dovettero ritirarsi verso i loro rifugi. I soldati si impadronirono del padiglione, del podere e dei ruderi della cappella, appostandosi dietro il muro del giardino e della corte, dietro la merlatura, cercando di rimanere il meno possibile scoperti · .
Gli orleanisti decisero quindi di dar fuoco ai rifugi. Le porte vennero sfondate a colpi d'ascia e all'interno vennero gettate fascine e paglia. Una delle guardie nazionali mise una scala contro il muro, ammucchiando poi ulteriori fascine sul tetto prima di dar loro fuoco. Dall'esterno tentarono di intervenire una trentina di contadini, allertati dal suono dei corni degli assediati, ma furono prontamente respinti.
Gli orleanisti tentarono quindi di impadronirsi della posizione alla baionetta, ma trincerati al primo piano e armati di archibugi, i vandeani facevano fuoco pesante. I militari che riuscirono a penetrare nel castello si trovarono sotto il fuoco dei difensori che avevano praticato anche feritoie nel pavimento. Nonostante i numerosi avvertimenti, i legittimisti rifiutarono di arrendersi · .
A fine pomeriggio, incalzati dalle fiamme, i vandeani tentarono di uscire dal complesso utilizzando le finestre sul lato dell'edificio meno sorvegliato e si trascinarono a terra grazie ai rami di un pesco. Quindi si precipitarono sotto il fuoco nemico in un prato allagato e riuscirono a fuggire nelle campagne. In questa fuga, tuttavia, sette legittimisti finirono uccisi e otto rimasero bloccati all'interno del castello · .
La sparatoria durò ancora un'ora con la resistenza degli ultimi assediati che finirono presto le munizioni. Terminato il fuoco, gli orleanisti diedero per scontato che i difensori fossero morti tra le fiamme. Secondo Emile Gabory, quando l'incendio finì, un granatiere si avventurò tra le rovine per controllare la situazione e vi trovò dei soldati ancora vivi, ma impietosito decise di risparmiarli e fece evacuare i locali. Gli otto sopravvissuti si unirono quindi a Girardin a Treize-Septiers.

## Perdite
Nel suo rapporto, Eugène de Girardin stima le perdite degli orleanisti tra i 150 ed i 180, considerando morti e feriti, e con un calcolo molto approssimativo. I legittimisti stimarono 200 morti secondo Auguste Johannet, 250 secondo Edmond Biré.
Il giorno dopo il combattimento, il sindaco di Clisson fornì un bilancio di cinque morti e dieci feriti in una lettera al prefetto. Le Moniteur riportò a sua volta cinque morti. La guardia nazionale di Gautret riportò la perdita di 13-14 uomini. I registri del comune di Clisson menzionano la sepoltura il 7 giugno di quattro soldati del 29º reggimento di fanteria di linea.
Da parte loro, i vandeani lasciarono sul campo sette morti secondo Émile Gabory, tra cui Emmanuel de Girardin, fratello di Eugène. Quest'ultimo nel suo rapporto riportò otto morti e dieci feriti.